# Kopomá
Kopomá es una localidad del estado de Yucatán, México, cabecera del municipio homónimo, ubicada aproximadamente 45 kilómetros al suroeste de la ciudad de Mérida, capital del estado.

## Toponimia
El toponímico Kopomá significa en idioma maya "el lugar que no se hunde", por provenir de los vocablos kopol equivalente de xoopol, hundir, sumir y ma, no (negación).

## Datos históricos
Kopomá está enclavado en el territorio que fue la jurisdicción de los Ah Canul antes de la conquista de Yucatán.
Sobre la fundación de la localidad no se conocen datos precisos antes de la conquista de Yucatán por los españoles. Se sabe, sin embargo, que durante la colonia estuvo bajo el régimen de las encomiendas, entre las cuales la de José Pardío registrada en 1734. 
En 1825, después de la independencia de Yucatán, Kopomá formó parte del Partido del Camino Real al que pertenecieron todas las poblaciones que se encontraban en la ruta que unía San Francisco de Campeche y Mérida.
En 1935 se erige en cabecera del municipio libre homónimo.

## Sitios de interés turístico
En Kopomá se encuentra un templo cuya fecha exacta de construcción se desconoce pero que data de la época colonial, en el que se venera a la Virgen de la Asunción. En las inmediaciones se encuentra el casco de la exhacienda henequenera llamada San Bernardo, que cuenta con un museo de lo que fue la agroindustria en la región.